# Chamberlainoideae
Chamberlainoideae, potporodica crvenih algi, dio porodice Corallinaceae. Sastoji se od dva roda s dvadeset vrsta
Potporodica je opisana 2018., a tipični rod je Chamberlainium s morskom vrstom C. tumidum (Foslie) Caragnano, Foetisch, Maneveldt & Payri 2018

## Rodovi
1. Chamberlainium Caragnano, Foetisch, Maneveld & Payri
2. Pneophyllum Kützing